# Amanat (film fra 2022)
Amanat (russisk: Аманат) er en russisk spillefilm fra 2022 af Rauf Kubayev og Anton Sivers.

## Medvirkende
- Arslan Murzabekov som Imam Shamil
- Amin Khuratov som Jamalutdin
- Kamil Murzabekov
- Varvara Komarova som Elisabeth "Lisa" Olenina
- Antonina Stepakova
- Andrej Sokolov som Nikolaj I
- Andrej Fomin som Aleksandr II